# Live (álbum de Metal Church)
Live es el primer álbum en vivo de la banda estadounidense de heavy metal Metal Church, publicado en 1998 por Nuclear Blast y SPV/Steamhammer Records. Su grabación se llevó a cabo en distintos recintos en 1986, entre ellos uno en Dallas, cuyo material fue recopilado con los años según lo confirma el folleto de notas del disco. Presenta diez canciones en vivo tomadas de los dos primeros álbumes de la banda Metal Church (1984) y The Dark (1986).

## Lista de canciones
| N.º | Título                                | Escritor(es)                                                             | Duración |  |
| 1.  | «Ton of Bricks»                       | David Wayne, Craig Wells, Kurdt Vandehoof, Duke Erickson, Kirk Arrington | 2:51     |  |
| 2.  | «Hitman»                              | Wells, Vanderhoof                                                        | 4:16     |  |
| 3.  | «Start the Fire»                      | Wayne, Wells, Vanderhoof                                                 | 3:54     |  |
| 4.  | «Gods of Wrath»                       | Wayne, Wells, Vanderhoof                                                 | 6:27     |  |
| 5.  | «The Dark»                            | Wayne, Wells, Vanderhoof                                                 | 3:53     |  |
| 6.  | «Psycho»                              | Wayne, Wells, Vanderhoof, Arrington                                      | 3:28     |  |
| 7.  | «Watch the Children Pray»             | Wayne, Wells, Vanderhoof                                                 | 5:35     |  |
| 8.  | «Beyond the Black»                    | Wayne, Wells, Vanderhoof                                                 | 6:31     |  |
| 9.  | «Metal Church»                        | Wayne, Wells, Vanderhoof                                                 | 4:36     |  |
| 10. | «Highway Star» (cover de Deep Purple) | Ian Gillan, Ritchie Blackmore, Roger Glover, Jon Lord, Ian Paice         | 4:33     |  |

## Músicos
- David Wayne: voz
- Kurdt Vanderhoof: guitarra
- Craig Wells: guitarra
- Duke Erickson: bajo
- Kirk Arrington: batería